# Cyprian von Karthago
Cyprian (* um 200 oder 210 wohl in Karthago; † 14. September 258 ebenda), eigentlich Thascius Caecilius Cyprianus, war Bischof von Karthago und ein bedeutender Kirchenschriftsteller der Alten Kirche. Er wird in der römisch-katholischen, altkatholischen, orthodoxen, armenischen und koptischen Kirche als Heiliger verehrt. Auch der anglikanischen und evangelischen Kirche gilt er als denkwürdiger Glaubenszeuge.

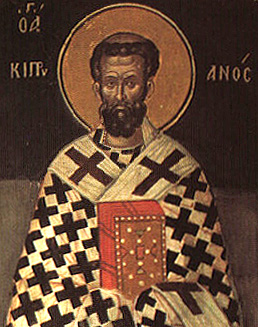
Ikonendarstellung Cyprians von Karthago

## Überlieferung
Quellen für die Biographie Cyprians sind neben den Angaben in seinen eigenen Schriften – vor allem in den Briefen – die Lebensbeschreibung durch den Diakon Pontius (Vita Caecilii Cypriani) und die prokonsularischen Akten seines Martyriums.

## Leben
Cyprian wurde zwischen 200 und 210 wahrscheinlich bei Karthago in Nordafrika im heutigen Tunesien geboren. Sein ursprünglicher Name war Thascius, den Namen Caecilius nahm er zum Gedenken an einen Presbyter dieses Namens an, der ihn bekehrt haben soll. Er gehörte einer altgläubigen (heidnischen) und wohl der Oberschicht zuzurechnenden Familie an und war römischer Bürger. Seine Familie ermöglichte ihm eine gute Ausbildung, möglicherweise mit dem Ziel, Rhetor zu werden. Donatus gesteht er im Traktat Ad Donatum, dass er in seiner Jugend wenig keusch gewesen sei, verrät aber nichts Näheres über seine Liebesabenteuer. Unter dem Einfluss eines alten Priesters namens Caecilius erfolgt seine Bekehrung zum Christentum. Seine Taufe fand 245 oder 248 statt. Bald nach seiner Bekehrung gab er den Armen einen Teil seines Vermögens und widmete sich strengen Bußritualen und dem Studium der Bibel und der frühen christlichen Autoren, besonders Tertullians. Bereits kurz nach seiner Bekehrung schrieb er die Epistola ad Donatum de Gratia Dei, eine Abhandlung über die Eitelkeit der Götzen und umstrittene Arbeiten gegen die Juden. Schon bald nach seiner Taufe wurde er Diakon und Presbyter und bereits im Jahr 248/249 wurde er zum Bischof von Karthago gewählt.
Vor der Verfolgung der Christen unter Decius (Januar 250 bis April 251) rettete er sich durch Flucht, sein Besitz wurde beschlagnahmt. Seine Flucht wurde nicht nur von seinen innerkirchlichen Gegnern als Feigheit, Verrat und Untreue gedeutet, zumal zugleich nicht wenige afrikanische Christen das Martyrium erlitten. Der römische Klerus etwa drückte Cyprian in einem Schreiben seine Missbilligung aus. Er dagegen entschuldigte sich damit, dass er aufgrund von Visionen und einem göttlichen Befehl gehandelt habe. Aus seinem Exil heraus führte er über loyale Diakone seine Gemeinde weiterhin, dennoch blieb sein Verhalten fragwürdig und machte ihn in den Augen vieler sehr angreifbar.
Im Frühjahr 251 konnte er nach dem Abflauen der decischen Verfolgung nach Karthago zurückkehren und damit beginnen, seine angegriffene Autorität als Bischof wiederherzustellen. Die Jungfrau und spätere Märtyrerin Restituta von Afrika soll zu seinen Schülern gehört haben. Die folgenden Jahre waren geprägt von unter dem Namen Ketzertaufstreit zusammengefassten heftigen Auseinandersetzungen mit den römischen Klerikern, die mit der Aufarbeitung der Verfolgung zusammenhingen.
Unter Kaiser Valerian flammte dann die Verfolgung wieder auf. Dieses Mal suchte Cyprian geradezu aktiv das Martyrium und wurde am 30. August 257 dem Proconsul (Statthalter) Aspasius Paternus vorgeführt. Auf die Frage des Proconsuls, wer er sei, soll Cyprian geantwortet haben:

“Christianus sum, et Episcopus. Nullos alios deos novi, nisi unum et verum Deum, qui fecit caelum et terram, mare, et quae sunt in eis omnia. Huic Deo nos Christiani deservimus: hunc deprecamur diebus ac noctibus, pro nobis et pro omnibus hominibus, et pro incolumitate ipsorum Imperatorum.”

„Ich bin Christ und Bischof. Ich kenne keine anderen Götter als allein den einen und wahren Gott, der Himmel und Erde gemacht hat, das Meer, und alles, was darin ist. Diesem Gott dienen wir Christen, ihn flehen wir Tag und Nacht an, für uns und alle Menschen, auch für das Wohlergehen der Kaiser.“

Cyprian muss bewusst gewesen sein, dass dieses Bekenntnis einem Todesurteil gleichkam. Vom Proconsul wurde er aber lediglich zunächst nach Curubis verbannt und später auf seinem Landgut interniert.
Am 13. September 258 wurde er durch den neuen Proconsul Galerius Maximus, den Nachfolger des Paternus, nach einem erneuten Verhör zum Tode verurteilt und am folgenden Tag bei Karthago öffentlich enthauptet.

## Theologische Positionen
Cyprians theologische Vorstellungen wurden stark von Tertullian beeinflusst, und er beeinflusste seinerseits später Augustinus von Hippo. Diese drei Nordafrikaner, die alle im Gebiet des heutigen Tunesiens und Algeriens wirkten, haben Lehre und Tradition des gesamten westlichen Christentums entscheidend geprägt. Im Gegensatz zu den beiden anderen fand Cyprian auch im Osten breite Zustimmung. Alle drei zählen zu den Kirchenvätern.
Cyprians Einfluss auf das Christentum wirkte aber jenseits der „Tagespolitik“ auch noch viel weiter – so griffen Martin Luther und Johannes Calvin mehr als 1250 Jahre später auf Ideen Cyprians zurück, etwa auf die Kindstaufe (die Cyprian befürwortet) und auf die Vorstellung, den Glauben als Gnade Gottes anzusehen.

### Taufe
Ebenso wie Tertullian – aber im Gegensatz zum römischen Bischof Stephanus – hielt Cyprian die von Häretikern gespendete Taufe für ungültig – im Gegensatz zu Tertullian hatte Cyprian es jedoch nicht mit Gnostikern, sondern mit Schismatikern zu tun. Unter Cyprians Vorsitz bekräftigten mehrere Synoden in Karthago 255 und 256 diese Auffassung. Bei diesem „Ketzertaufstreit“ spielte auch die Rivalität zwischen den Bischöfen von Rom und Karthago eine wichtige Rolle. Cyprian bemühte sich dabei intensiv um eine Ausweitung seines Einflusses auf alle Gemeinden Nordwestafrikas sowie darüber hinaus. Unterstützung erhielt er u. a. durch Firmilian, den Bischof von Caesarea, der Metropole von Kappadokien.
Die Auseinandersetzungen zwischen der afrikanischen Kirche, angeführt von Cyprian, und der römischen Position führte beinahe zum Bruch, dieser konnte nur durch die ausbrechende Valerianische Verfolgung, der sowohl Cyprian wie der Nachfolger des römischen Bischofs Stephan I., Sixtus (Xystus) II. zum Opfer fielen, vermieden werden.
Wesentlich für das Verständnis von Cyprians Position im Ketzertaufstreit ist das Verständnis der Kirche als „sacramentum unitatis“, was ins Deutsche übersetzt in etwa „Mysterium der Einheit“ heißt. Das Wort sacramentum ist hierbei allerdings die lateinische Übersetzung des griechischen Wortes mysterion, aus dem 5. Kapitel des Epheserbriefes, und geht daher über den Begriff „Sakrament“ hinaus, indem es den Heilszusammenhang der Kirche mit Christus bezeichnet.
Cyprian begriff sich als Bischof nicht nur im Sinne der apostolischen Sukzession verpflichtet, sondern wusste sich auch eingespannt in eine weltweite Gemeinschaft von Bischöfen, die zwar in Liebe verbunden sind, aber einander nicht weisungsbefugt sind.
Für ihn war jeder Bischof ein „anderer Petrus“, der jeweils lokal die Amtsgewalt ausübte, und völlig autark, unter Voraussetzung der Bindung an die Kirche, agierte (Episkopalismus). Auch der Bischof von Rom bildete hier keine Ausnahme, wenngleich Cyprian die besondere Stellung Roms als älteste Apostelgründung betonte.
Die Position Cyprians im Ketzertaufstreit wurde später von der katholischen Kirche nicht rezipiert. Spätestens seit der Synode von Arles (314) gilt in der katholischen Kirche die Lehre, dass die in der richtigen Form und in rechter Absicht (Intention) gespendete Taufe immer gültig ist, unabhängig von der Person des Taufspenders.
Die Praxis der Kindertaufe, die von Cyprian bezeugt und verteidigt wird, wurde von Augustinus als indirekter Beleg für die Lehre von der Erbsünde verstanden.

### Bußdisziplin
Nach der Verfolgung durch Kaiser Decius stand Cyprian vor der schwierigen Aufgabe, mit den zahlreichen lapsi umzugehen, d. h. mit denjenigen Gemeindemitgliedern, die während der Verfolgungszeit vom Glauben abgefallen und den heidnischen Göttern (bzw. dem göttlich verehrten Kaiserstandbild) geopfert hatten und damit nicht nur in den Augen Cyprians, sondern der ganzen frühchristlichen Tradition eine der drei besonders schweren Sünden (Götzendienst, Mord, Unzucht) begangen hatten. Dagegen rechtfertigt er das Verhalten derer, die wie er selbst vor der Verfolgung geflohen waren. Cyprian wandte sich entschieden gegen eine laxe Praxis der Wiederaufnahme in die Kirche, wie sie während seiner Abwesenheit auch von Presbytern in Karthago geübt worden war. Er forderte von den lapsi eine glaubwürdige, ernste Umkehr und bestand auf einem geregelten Bußverfahren unter Aufsicht des Bischofs. In seinen Briefen aus dem Exil ging Cyprian mit Schärfe (indem er Exkommunikationen aussprach) gegen seine innergemeindlichen Gegner vor; nach seiner Rückkehr aus dem Exil erreichte er, dass eine Synode 251 in Karthago in seinem Sinne entschied: die sogenannten libellatici, d. h. diejenigen, die bei den heidnischen Beamten eine Opferbescheinigung (libellus) gekauft, aber nicht geopfert hatten, könnten nach aufrichtiger Buße wieder aufgenommen werden, die sacrificati dagegen, die wirklich geopfert hatten, würden nur bei Lebensgefahr wieder aufgenommen.
Cyprian stellte damit klar, dass er als Bischof allein zuständig war für die Wiederversöhnung schwerer Sünder mit der Gemeinde. Dies war vor allem gegen die Ansprüche der Bekenner (confessores) gerichtet, die sich während der Verfolgungen bewährt hatten und als „Freunde Christi“ beanspruchten, über die Wiederaufnahmen von lapsi in die Gemeinde zu entscheiden.

### Amtstheologie
Cyprian forderte von allen Klerikern den völligen Verzicht auf weltliche Beschäftigungen. Die Kleriker leben von Gaben und Spenden der Gemeinde. Hier deutet sich die Entwicklung eines hauptamtlichen, von der Welt der Laien streng getrennten Klerikerstandes an.
Die Position des Bischofs wird von Cyprian betont herausgestellt. In der für ihn charakteristischen typologischen Exegese, die im Alten Testament ein exaktes Vorbild für die Verhältnisse in der Kirche sieht, vergleicht Cyprian den Bischof grundsätzlich mit dem alttestamentlichen Hohepriester, die anderen Kleriker mit den Leviten. Cyprian betont, dass jeder Bischof vollen Anteil an der von Christus verliehenen Vollmacht des Bischofsamtes habe: Episcopatus unus est, cujus a singulis in solidum pars tenetur (Es gibt nur ein Bischofsamt, an dem die einzelnen Bischöfe gleichen Anteil haben).

### Eucharistie
Cyprian deutete die Feier der Eucharistie wesentlich als Opfergeschehen: In der Eucharistie werde das Kreuzesopfer Jesu Christi, des ewigen Hohepriesters, vergegenwärtigt. Der Priester bringe ein wirkliches Opfer dar. Cyprian verwendet, wenn er von der Eucharistie spricht, durchweg Opferterminologie (oblatio, offerre). Er legte seine Anschauungen zur Eucharistie vor allem im 63. Brief dar. Die Deutung der Eucharistie als Opfer gehört zu den nachhaltigsten Wirkungen Cyprians auf die spätere Theologie.
Cyprian bezeugte in seiner Schrift De lapsis die Praxis der Kirche von Karthago, auch kleinen Kindern bei der Eucharistiefeier die Kommunion zu reichen.

### Außerhalb der Kirche kein Heil
Seine wohl meistzitierte Botschaft findet sich in den Briefen (Epistulae), epist. 73,21: extra ecclesiam salus non est – „Außerhalb der Kirche gibt es kein Heil“; häufig mit gleichem Sinn, aber abweichendem Wortlaut zitiert als extra ecclesiam nulla salus. „Heil“ ist dabei vor allem zu verstehen als recta doctrina („rechte Lehre“) und legitima sacramenta („rechtmäßige Sakramente“) – beides ist nach Cyprian nur innerhalb der mit dem rechtmäßigen Bischof verbundenen Gemeinde zu finden. Schon Origenes hatte formuliert: „Außerhalb der Kirche wird niemand gerettet“. Später wurde aus dem Satz des Cyprian die häufig verwendete Bezeichnung der katholischen Kirche als alleinseligmachende Kirche.
Im Sinne einer exklusiven Beschränkung der Heilsmöglichkeiten auf die sichtbare Kirche wurde dieser Satz in der katholischen Theologie nicht akzeptiert (Lehre von den außerordentlichen Heilswegen, Begierdetaufe).

## Literarische Bedeutung
Die Schriften Cyprians zeichnen sich – im Unterschied etwa zu Tertullian – weniger durch kühne Wortschöpfungen und originelle theologische Gedanken aus. Er hat jedoch besonderes Verdienst um die Herausbildung einer christlichen lateinischen Literatursprache. Cyprian vollzieht eine Synthese seiner klassischen rhetorischen Ausbildung mit einer von der biblischen Sprache geprägten christlichen Tradition. Cyprians Stil wird vor allem von Prudentius (in seinen Märtyrer-Preisgedichten Peristephanon) gerühmt:
Dum liber ullus erit, dum scrinia sacra litterarum,
te leget omnis amans Christum, tua, Cypriane, discet. (Solange es überhaupt ein Buch geben wird, solange es heilige Schriftwerke gibt, wird jeder, der Christus liebt, dich, o Cyprian, lesen; deine (Schriften) möge er studieren)
Ähnlich äußert sich Ennodius (Hymnus 1, 12) über Cyprian.
Hieronymus rühmt Cyprian in De viris illustribus, 67: „Über seinen Geist muss man nicht viele Worte machen, da seine Werke den Glanz der Sonne übertreffen.“ (Hujus ingenii superfluum est indicem texere, cum sole clariora sint ejus opera).
Augustinus schreibt in Sermo 335 K: Quam eloquens sanctus Cyprianus, quam fulgens framea eius in litteris eius apparuit. (dt.: Wie redebegabt war der heilige Cyprian, wie strahlend zeigt sich sein Speer in seinen Briefen).

## Werke
Cyprians Schriften – die hier angegebene Datierung der Schriften geht auf die Angaben bei B. Altaner und A. Stuiber, Patrologie, zurück – umfassen zwei Gruppen:
Die Briefsammlung (Epistolae), 81 Briefe, teils von Cyprian, teils (16 Briefe) an ihn geschrieben. Die Sammlung wurde erst nach Cyprians Tod erstellt und enthält nur einen (vermutlich recht kleinen) Teil seiner Korrespondenz. Der Compilator war dabei augenscheinlich darum bemüht, Cyprian in ein möglichst günstiges Licht zu rücken, darunter
- Briefe des römischen Klerus und des römischen Bischofs Cornelius aus den Jahren 250/253,
- Briefe aus der Zeit der decischen Verfolgung, die Cyprian von seinem Fluchtort aus an Klerus und Volk richtet (Januar 250 bis März 251),
- Briefe aus der Zeit des Novatianischen Schismas und des Ketzertaufstreits

Die Traktate (Abhandlungen zu einzelnen Themen):
- Ad Donatum (An Donatus): In dieser Schrift kontrastiert Cyprian – kurz nach seiner Taufe – begeistert das neue Leben der Getauften mit dem Heidentum; so geißelt er den Krieg durch den Vergleich eines Mordes mit der ungleich größeren Grausamkeit allgemeinen Blutvergießens.
- De habitu virginum (Über die Haltung der Jungfrauen), ähnlich wie Tertullian in De cultu feminarum wendet sich Cyprian gegen übertriebene Putzsucht von Frauen, insbesondere der gottgeweihten Jungfrauen (249)
- De lapsis (Über die Gefallenen): Wichtig für die Haltung Cyprians zur Frage der unter dem Druck der Verfolgungen gefallenen Christen (d. h. derer, die heidnische Opfer dargebracht und so den christlichen Glauben verleugnet hatten), adressiert an die römischen Bekenner (251);
- De ecclesiae catholicae unitate (Über die Einheit der katholischen Kirche): Hauptwerk Cyprians (geschrieben 251 zur Zeit der Synode von Karthago); eine eindringliche Mahnung zur Einheit der Kirche, die garantiert wird von der Einheit des Bischofsamtes. „Habere non potest Deum patrem qui ecclesiam non habet matrem.“ (Wer die Kirche nicht als Mutter hat, kann Gott nicht als Vater haben, De unit. eccl. 6). Die Schrift entstand wohl 251 und ist sowohl gegen das Schisma des Novatian in Rom gerichtet wie gegen innergemeindliche Gegner Cyprians; in der Forschung besonders umstritten ist die doppelte Überlieferung des „Primatskapitels“: im 4. Kapitel gibt ein Teil der Überlieferung eine Haltung wieder, die den Primatsansprüchen Roms entgegenkommt, in einem anderen Teil der überlieferten Handschriften wird in diesem Kapitel die Vorrangstellung des Bischofs von Rom weniger positiv behandelt. Die heutige Forschung geht davon aus, dass vermutlich beide Versionen von Cyprian stammen, wobei die primatsfreundliche vermutlich die ältere ist, und später, während des Streites mit Bischof Stefan I. von Rom, einer Revision unterzogen wurde.[13]
- De dominica oratione (Über das Gebet des Herrn): Erklärung des Vater Unser und allgemeine Bemerkungen zum Thema Gebet, stark beeinflusst von Tertullians De oratione;
- Ad Demetrianum (An Demetrius): Apologetische Schrift, Polemik gegen Angriffe der Heiden, insbesondere auch gegen den Vorwurf, die in der Mitte des 3. Jahrhunderts deutlich werdenden Krisen- und Katastrophenszenarien im römischen Reich seien der Vernachlässigung der alten Götter und damit den Christen anzulasten; ähnlich:
- Quod idola dii non sint;
- De mortalitate (Über die Sterblichkeit): Trostschrift angesichts einer um 252 bis 261 im Römischen Reich als Pandemie aufgetretenen Krankheit, die aus Äthiopien gekommen sei, deren Symptome er beschreibt und die als Cyprianische Pest[14] bezeichnet wird;
- De opere et eleemosynis (Über gute Werke und Almosen): Mahnung zum (finanziellen) Beistand innerhalb der christlichen Gemeinde;[15]
- De bono patientiae (Über das Gut der Geduld), beeinflusst von Tertullians De patientia;
- De zelo et livore (Über Eifersucht und Neid), eine kleine Schrift nach Art einer Predigt (251/52 oder 256/57);
- Ad Quirinum, testimoniorum libri tres (An Quirinus, drei Bücher Schriftbeweise): Eine Sammlung von Bibelstellen, besonders wertvoll, da sie die typologische Art des Umgangs Cyprians mit der Bibel, v. a. dem Alten Testament, dokumentiert. Das erste Buch stellt eine Apologie gegen die Juden dar, das zweite widmet sich Fragen der Christologie und das dritte den christlichen Pflichten und Tugenden (249/50);
- Ad Fortunatum (An Fortunatus): ebenfalls eine Sammlung von Bibelzitaten (zum Thema Verfolgung und Martyrium; entstanden vermutlich während der Verbannung in Curubis), aus 253 oder 257;
- Sententiae episcoporum numero LXXXVII de haereticis baptizandis (Äußerungen der 87 Bischöfe zur Taufe der Häretiker): Sitzungsprotokoll einer karthagischen Synode (256 n. Chr.) zum Thema der sgn. Ketzertaufe.

Fälschlich zugeschrieben wurde Cyprian die im Mittelalter weitverbreitete Bibelparodie Cena Cypriani.

## Verehrung

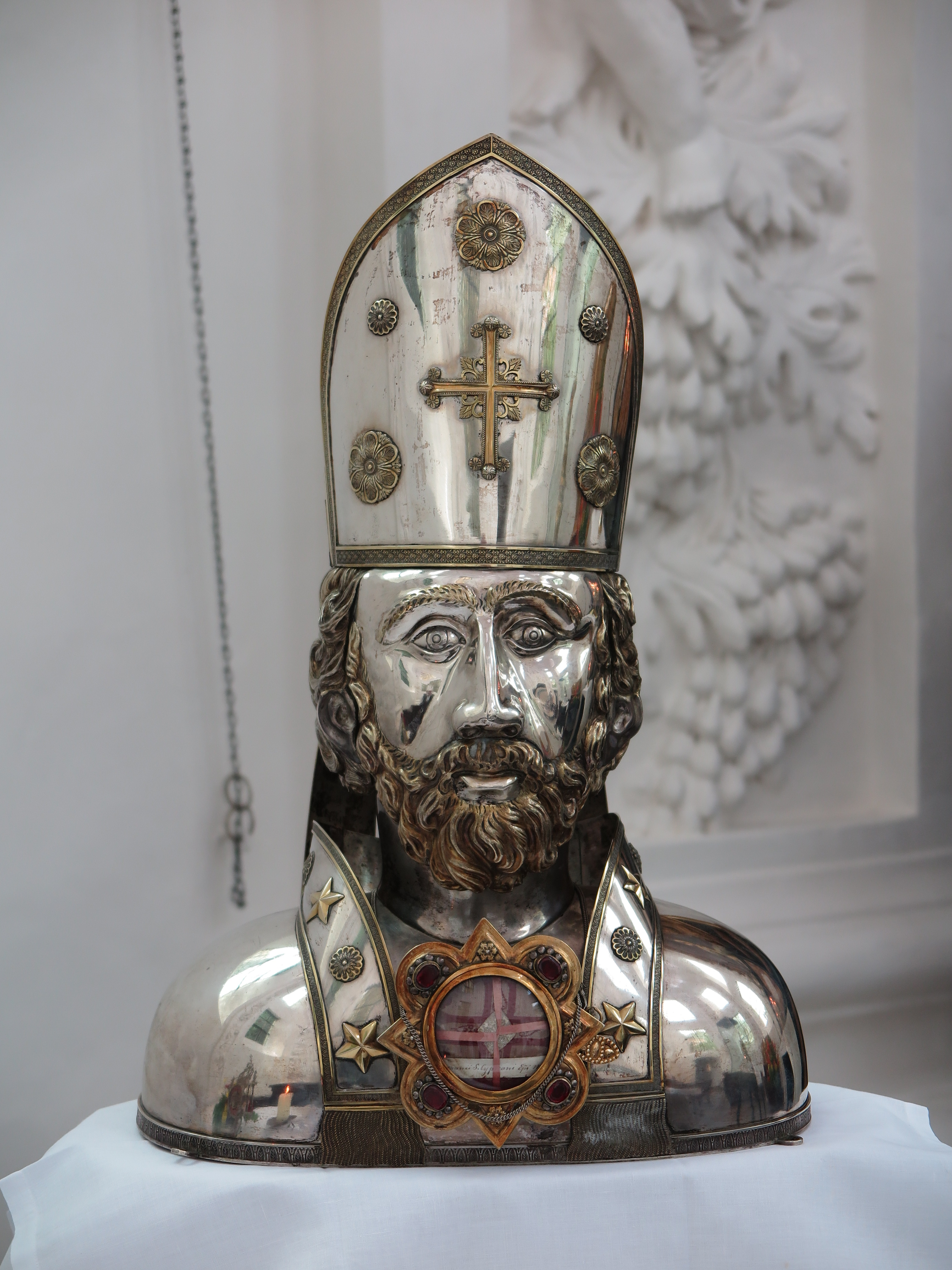
Schädelreliquiar des Heiligen Cyprianus in Kornelimünster

Cyprian wird in der römisch-katholischen, altkatholischen, orthodoxen, armenischen und der koptischen Kirche als Heiliger (Märtyrer) verehrt; auch der anglikanischen und evangelischen Kirche gilt er als wichtiger Glaubenszeuge.
An der Stelle seiner Hinrichtung wurde später eine Basilika mit einem Altar errichtet, der Mensa Cypriani (Tisch des Cyprian) genannt wurde non, quia ibi est unquam Cyprianus epulatus, sed quia est ibi immolatus (Augustinus Sermo 113; „nicht weil Cyprian dort gegessen hätte, sondern weil er dort geopfert wurde“). Diese Mensa Cypriani entwickelte sich ab dem 4. Jahrhundert zu einem beliebten Wallfahrtsort. Augustinus predigte dort mehrmals bei den jährlichen Gedenkfeiern und rühmte die Bedeutung Cyprians.
Seine Reliquien werden in Compiègne (bei Paris), sein Haupt in Kornelimünster bei Aachen verehrt. Sein Name wird im Canon Romanus, im Hochgebet der römischen Messe, erwähnt.

“Carthagine, passio sancti Cypriani, episcopi, sanctitate et doctrina clarissimi, qui funestissimis temporibus Ecclesiam optime rexit, confessores fidei in ærumnis firmauit et, Valeriano et Gallieno principibus, post durum exsilium, coram frequentissimo populo a proconsule gladio animaduerti iussus martyrium consummauit. eius memoria perendie celebratur.”

„Zu Karthago ereignete sich das Leiden des Heiligen Cyprian, des Bischofs, an Heiligkeit und in der Lehre hervorragend, der zu traurigsten Zeiten die Kirche aufs Beste leitete und die Bekenner des Glaubens in der Bedrängnis stärkte. Als Valerianus und Gallienus Herrscher waren, erlitt er, nach harter Verbannung, nachdem er vor einer großen Volksmenge vom Proconsul zum Tode verurteilt worden war, das Martyrium. Sein Gedenktag soll übermorgen gefeiert werden.“

## Gedenktage
- evangelisch:
  - Evangelische Kirche in Deutschland: 14. September im Evangelischen Namenkalender
  - Evangelisch-Lutherische Kirche in Amerika: 16. September
  - Lutherische Kirche – Missouri-Synode: 16. September

- anglikanisch: 15. September

- römisch-katholisch: 16. September, daneben auch der 14. September als Todestag,

Sonntag nach Dreikönig
- orthodox: 31. August, daneben auch der 14. September als Todestag

- koptisch: 18. September

- armenisch: 2. Oktober

### Werkausgaben
- S. Thasci Caecili Cypriani Opera Omnia, CSEL Vol. III, ed. Hartel, Wien 1868/1871.
- M. L. Hannan: Thasci Caeli Cypriani De Mortalitate. A Commentary with Introduction and Translation. Washington 1933.
- Einzelne Werke Cyprians sind auch in den Editionsreihen CCSL und Sources Chrétiennes erschienen.

### Überblicksdarstellungen
- Friedrich Wilhelm Bautz: Cyprian von Karthago. In: Biographisch-Bibliographisches Kirchenlexikon (BBKL). Band 1, Bautz, Hamm 1975. 2., unveränderte Auflage. Hamm 1990, ISBN 3-88309-013-1, Sp. 1178–1183 (Artikel/Artikelanfang im Internet-Archive).
- M. Bévenot: Cyprian von Karthago. In: TRE VIII (1981), S. 246–254.
- Hans von Campenhausen: Lateinische Kirchenväter, 7. Aufl., Stuttgart 1995, S. 37–56.
- Adolf Jülicher: Cyprianus 1. In: Paulys Realencyclopädie der classischen Altertumswissenschaft (RE). Band IV,2, Stuttgart 1901, Sp. 1938–1941.
- Michael M. Sage: Cyprian. Cambridge 1975.
- Ulrich Wickert: Cyprian, in: Martin Greschat (Hg.), Gestalten des Christentums, Alte Kirche I, Stuttgart 1984, S. 158–175.

### Einzelfragen
- Eva Baumkamp: Kommunikation in der Kirche des 3. Jahrhunderts. Bischöfe und Gemeinden zwischen Konflikt und Konsens im Imperium Romanum (= STAC 92), Tübingen 2014. ISBN 978-3-16-153686-1.
- Henneke Gülzow: Cyprian und Novatian, Tübingen 1975.
- A. Hoffmann: Kirchliche Strukturen und römisches Recht bei Cyprian von Karthago, Paderborn-München-Wien-Zürich 2000.
- J. W. Jacobs: Saint Cyprian of Carthage as Minister. A Study of Cyprian's Language for the Problem of Christian Living and Pastoral Concerns and Relationships, Diss., Ann Arbor/Mi. 1978.
- Mario Lorente Muñoz: Los Pobres en la obra de Cipriano de Cartago. In: Carthaginensia. Revista de Estudios e Investigación. Instituto Teológico de Murcia O.F.M., Jg. 15 (2024), Nr. 77, S. 199–226.
- Brigitte Proksch: Christus in den Schriften Cyprians von Karthago. LIT, Wien / Berlin 2007, ISBN 978-3-8258-1103-7.
- J. Rist: Cyprian von Karthago und Paul von Samosata. Überlegungen zum Verständnis des Bischofsamtes im 3. Jahrhundert. In: Raban von Haehling (Hg.), Rom und das himmlische Jerusalem. Die frühen Christen zwischen Anpassung und Ablehnung, Darmstadt 2000, S. 257–286.
- C. Schuler: Cyprian: der christliche Blick auf die Zeitgeschichte. In: Martin Zimmermann (Hg.), Geschichtsschreibung und politischer Wandel im 3. Jh. n. Chr. (Historia Einzelschriften 127), Stuttgart 1999, S. 183–202, ISBN 3-515-07457-0.
- W. Simonis: Ecclesia visibilis et invisibilis. Untersuchungen zur Ekklesiologie und Sakramentenlehre in der afrikanischen Tradition von Cyprian bis Augustinus, Frankfurt 1970.
- Robert Walz: Vorbereitung auf das Martyrium bei Cyprian von Karthago: eine Studie zu ‚Ad Fortunatum‘. Lang, Frankfurt/M. 2013, ISBN 978-3-631-63987-0.
- U. Wickert: Sacramentum unitatis. Ein Beitrag zum Verständnis der Kirche bei Cyprian (= Beih. ZNW 41), Berlin 1971.
- M. Ziegler: Die vita et passio Cypriani: Aussageabsicht und historischer Hintergrund. In: Klio 91 (2009), S. 458–471